# Itō Kiyonaga
Itō Kiyonaga (japanisch 伊藤 清永; geboren 24. Februar 1911 in Izushi (出石町) in der Präfektur Hyōgo; gestorben 5. Juni 2001) war ein japanischer Maler der „westlichen“ Stilrichtung, der während der Shōwa-Zeit aktiv war.

## Leben und Wirken
Itō Kiyonaga ging 1928 nach Tōkyō und begann ein Studium im Fach Ölmalerei an der „Tōkyō bijutsu gakkō“ (東京美術学校), der Vorläufereinrichtung der Universität der Künste Tōkyō, das er 1935 abschloss. Er wurde von Okada Saburōsuke gefördert und gewann bereits während des Studiums den Hakujitsu-Preis (白日賞). Über viele Jahre lehrte er als Professor an der „Aichi-Gakuin-Universität“ (愛知学院大学) und hatte viele Schüler.
Itō ist vor allem bekannt für seine reich gestalteten Frauen-Portraits und Aktbilder. Weitere Themen sind Blumen-Stillleben. Für sein Werk „Morgenröte“ (曙光, Shokō), es stellt einem weiblichen Akt vor einem Spiegel dar, erhielt Itō 1976 den Preis des Premierministers (内閣総理大臣賞, Naikaku soridajin shō). Bekannt ist auch sein Gemälde „Weiblicher Akt, sich auf einem Stuhl zurücklehnend“ (椅子に臥る裸婦, Isu ni koyaru rafu).
1977 wurde Itō mit dem Sonderpreis (恩賜賞) der Akademie der Künste ausgezeichnet. 1991 wurde er als Person mit besonderen kulturellen Verdiensten geehrt und 1996 mit dem Kulturorden ausgezeichnet.
An seinem Heimatort wurde das „Itō-Kiyonaga-Gedächtnismuseum“ (伊藤清永記念館) errichtet.